# 中山道 (テレビ番組)
『中山道』（なかやまどう）は、2004年4月1日から同年9月30日、および2005年4月7日から同年9月29日までテレビ東京で放送されていたバラエティ番組である。ダイナシティの一社提供。

## 概要
中山秀征をはじめとするレギュラー陣がロケに出て様々な企画を行う模様を放送していた深夜番組。第1期では毎回ゲストを招いていたが、第2期では基本的にレギュラーのみで進行していた。
男性陣が下ネタを女性陣に披露し、彼女たちの反応を楽しむといった構図が番組の特色になっていたが、女性陣はそれほど下ネタが嫌いではないらしく、眞鍋かをりに至っては下ネタを下ネタで返すという一面も見せた。最たる例は、女性器・男性器がある位置をピコピコハンマーで叩くという「マンピコ」で、タイミングは各自の判断に一任されていた。第2期よりも第1期のほうが直接的な下ネタが多かった。眞鍋が（直接的な発言ではなかったが）「濡れました」と発言したこともある。

## 放送時間
いずれも日本標準時。
- 木曜 25:00 - 25:30 （第1期）
- 木曜 25:30 - 26:00 （第2期）

## 出演者

### レギュラー
- 中山秀征
- ビビる大木
- 眞鍋かをり
- 若槻千夏

### 不定期出演者
- 鳥越俊太郎

### ゲスト
- 井森美幸
- イザベルとベネ
- アメリカザリガニ
- 青田典子
- 上島竜兵
- 小森未来
- デンジャラス
- 杉本彩
- 安めぐみ
- 山本梓
- R.C.T.
- 田辺はるか
- 瀬戸美貴子
- 高樹マリア
- 矢部美穂
- 大城美和
- C.C.ガールズ（2代目）
- インリン・オブ・ジョイトイ

## その他
- 番組途中で急に眞鍋が消えることがあったが、その理由はNHKの番組収録に向かうためだった（本人曰く「NHKが優先」）。
- 当日の番組予告は、番組開始の30分以上前に放送されていた『娘DOKYU!』の直後に放送されていた（第2期）。
- ダイナシティのCMが入るのは番組後半。2005年6月頃には同社が起こした不祥事により、一時公共広告機構（現・ACジャパン）のCMに差し替えていたことがある。